# Senecio pentactinus
Senecio pentactinus là một loài thực vật có hoa trong họ Cúc. Loài này được Klatt miêu tả khoa học đầu tiên.